# یاشکووو (شهرستان شرم)
یاشکووو (به لاتین: Jaszkowo) یک روستا در لهستان است که در گمینا برودنگتسا (استان لهستان بزرگ‌تر) واقع شده‌است. یاشکووو ۲۰۰ نفر جمعیت دارد و ۷۰ متر بالاتر از سطح دریا واقع شده‌است.